# Voulmentin
Voulmentin est une commune nouvelle française située dans le département des Deux-Sèvres, en région Nouvelle-Aquitaine. Elle a été créée le 1er janvier 2013.
Elle est issue du regroupement des deux anciennes communes de Saint-Clémentin et Voultegon, qui sont devenues « communes déléguées ». Son chef-lieu est fixé à Saint-Clémentin.

## Géographie

### Localisation
Commune essentiellement rurale du nord-ouest du département des Deux-Sèvres située à une douzaine de kilomètres au nord de Bressuire.

### Communes limitrophes
|                   | Saint Maurice Étusson | Argentonnay          |
| Nueil-les-Aubiers | Voulmentin            |                      |
|                   | Bressuire             | Saint-Aubin-du-Plain |

### Hydrographie
Les rivières de l'Argent et du Dolo confluent à l'Est de la commune et forment l'Argenton. Le Ton étant un affluent du Dolo.

### Climat
Pour des articles plus généraux, voir Climat de la Nouvelle-Aquitaine et Climat des Deux-Sèvres.
Historiquement, la commune est exposée à un climat océanique du nord-ouest.  
En 2020, Météo-France publie une typologie des climats de la France métropolitaine dans laquelle la commune est exposée à un climat océanique et est dans la région climatique Moyenne vallée de la Loire, caractérisée par une bonne insolation (1 850 h/an) et un été peu pluvieux.
Pour la période 1971-2000, la température annuelle moyenne est de 11,8 °C, avec une amplitude thermique annuelle de 14,6 °C. Le cumul annuel moyen de précipitations est de 753 mm, avec 11,8 jours de précipitations en janvier et 6,3 jours en juillet. Pour la période 1991-2020, la température moyenne annuelle observée sur la station météorologique la plus proche, située sur la commune de Nueil-les-Aubiers à 6 km à vol d'oiseau, est de 12,0 °C et le cumul annuel moyen de précipitations est de 812,2 mm,. Pour l'avenir, les paramètres climatiques de la commune estimés pour 2050 selon différents scénarios d’émission de gaz à effet de serre sont consultables sur un site dédié publié par Météo-France en novembre 2022.

## Urbanisme

### Typologie
Au 1er janvier 2024, Voulmentin est catégorisée commune rurale à habitat dispersé, selon la nouvelle grille communale de densité à sept niveaux définie par l'Insee en 2022.
Elle est située hors unité urbaine. Par ailleurs la commune fait partie de l'aire d'attraction de Bressuire, dont elle est une commune de la couronne,. Cette aire, qui regroupe 19 communes, est catégorisée dans les aires de moins de 50 000 habitants,.

### Occupation des sols
L'occupation des sols de la commune, telle qu'elle ressort de la base de données européenne d’occupation biophysique des sols Corine Land Cover (CLC), est marquée par l'importance des territoires agricoles (95,5 % en 2018), une proportion sensiblement équivalente à celle de 1990 (95,9 %). La répartition détaillée en 2018 est la suivante : 
terres arables (39,5 %), prairies (35,7 %), zones agricoles hétérogènes (20,3 %), forêts (2,4 %), zones urbanisées (2,1 %). L'évolution de l’occupation des sols de la commune et de ses infrastructures peut être observée sur les différentes représentations cartographiques du territoire : la carte de Cassini (XVIIIe siècle), la carte d'état-major (1820-1866) et les cartes ou photos aériennes de l'IGN pour la période actuelle (1950 à aujourd'hui).

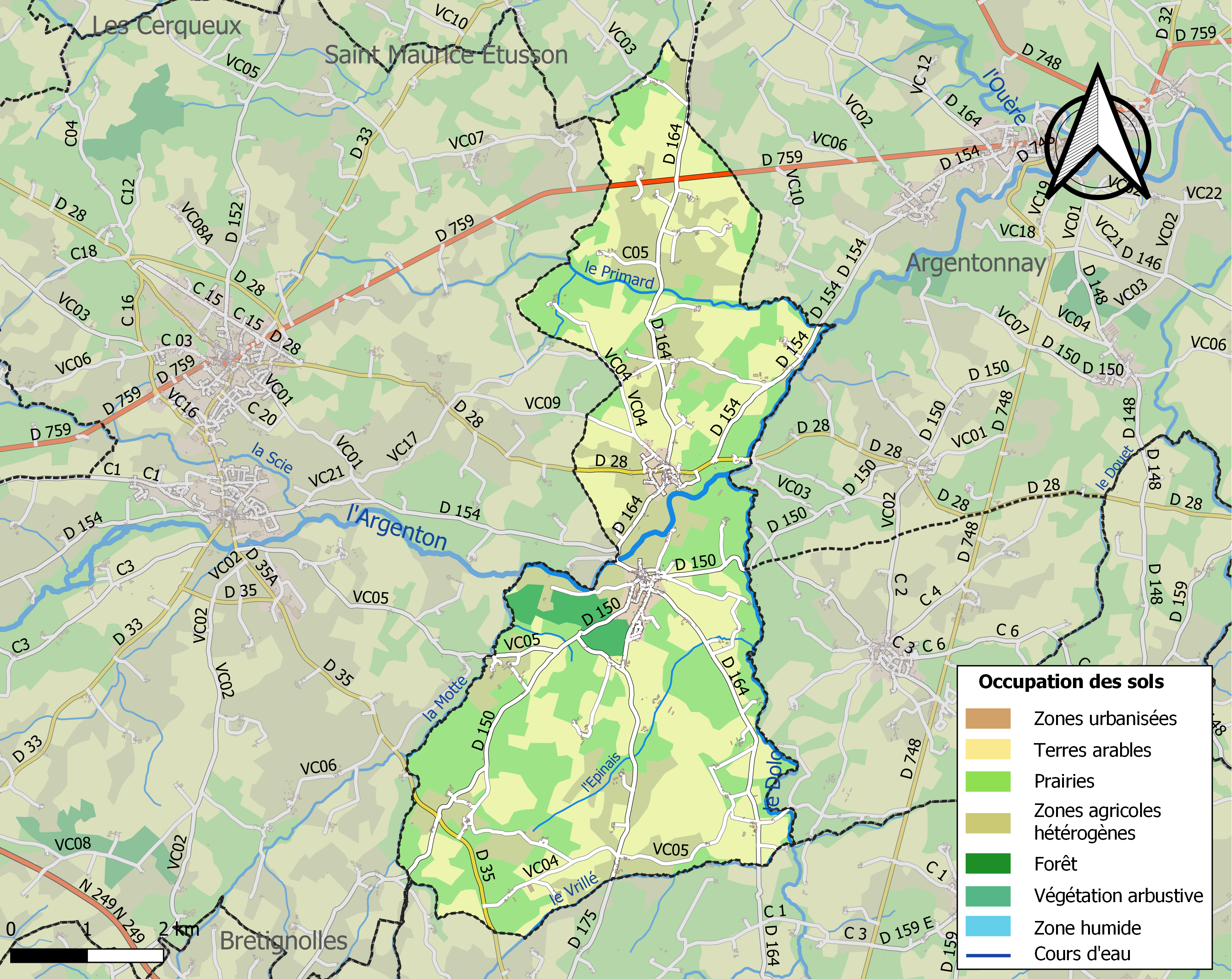
Carte des infrastructures et de l'occupation des sols de la commune en 2018 (CLC).

### Risques majeurs
Le territoire de la commune de Voulmentin est vulnérable à différents aléas naturels : météorologiques (tempête, orage, neige, grand froid, canicule ou sécheresse), inondations, mouvements de terrains et séisme (sismicité modérée). Il est également exposé à un risque technologique,  le transport de matières dangereuses, et à un risque particulier : le risque de radon. Un site publié par le BRGM permet d'évaluer simplement et rapidement les risques d'un bien localisé soit par son adresse soit par le numéro de sa parcelle.

#### Risques naturels
Certaines parties du territoire communal sont susceptibles d’être affectées par le risque d’inondation par débordement de cours d'eau, notamment l'Argenton et le Dolo. La commune a été reconnue en état de catastrophe naturelle au titre des dommages causés par les inondations et coulées de boue survenues en 1982, 1983, 1999 et 2010,.

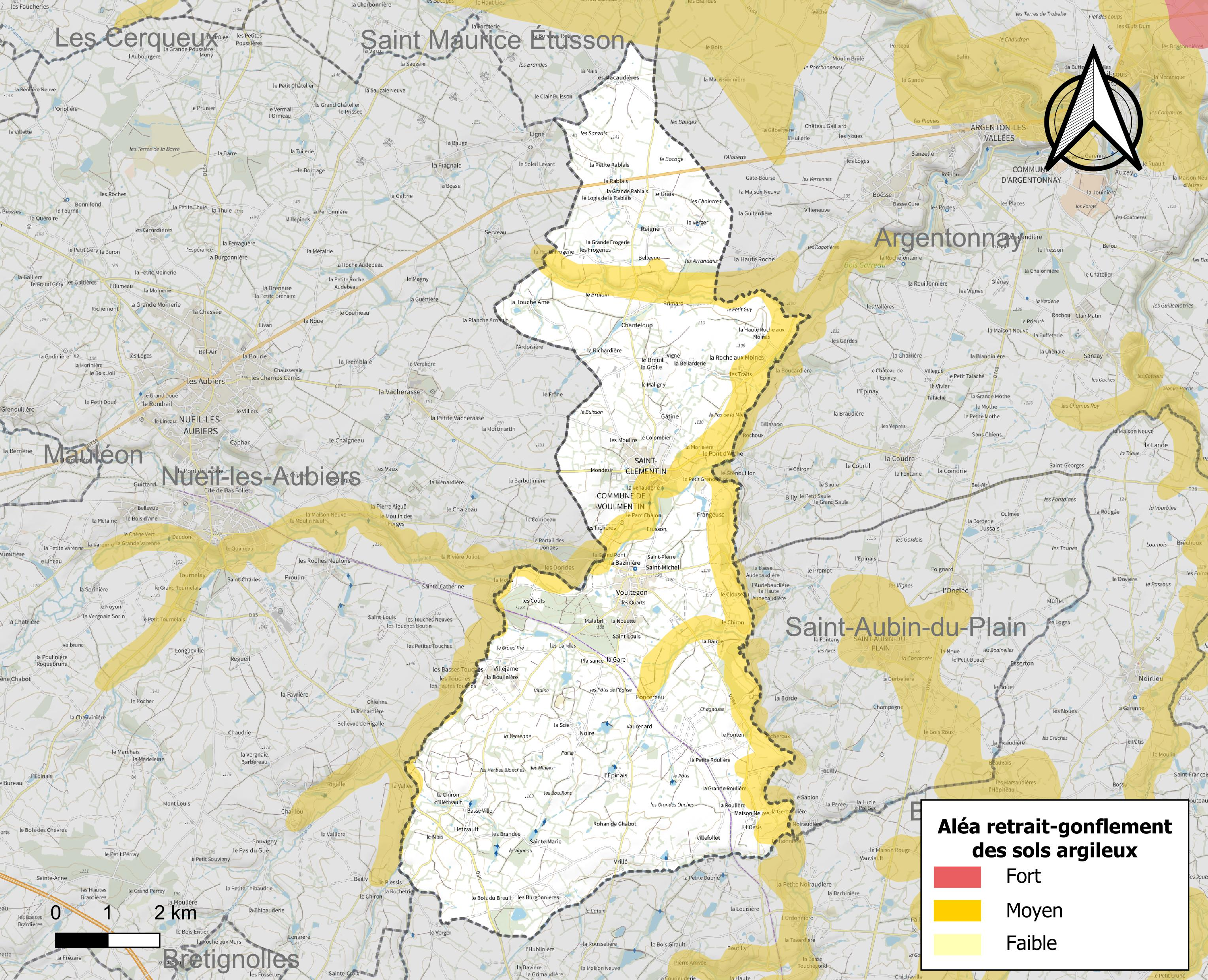
Carte des zones d'aléa retrait-gonflement des sols argileux de Voulmentin.

Les mouvements de terrains susceptibles de se produire sur la commune sont des tassements différentiels. Le retrait-gonflement des sols argileux est susceptible d'engendrer des dommages importants aux bâtiments en cas d’alternance de périodes de sécheresse et de pluie. 16,6 % de la superficie communale est en aléa moyen ou fort (54,9 % au niveau départemental et 48,5 % au niveau national). Depuis le 1er octobre 2020, en application de la loi ELAN, différentes contraintes s'imposent aux vendeurs, maîtres d'ouvrages ou constructeurs de biens situés dans une zone classée en aléa moyen ou fort,.
La commune a été reconnue en état de catastrophe naturelle au titre des dommages causés par la sécheresse en 2003 et 2017 et par des mouvements de terrain en 1999 et 2010.

#### Risque particulier
Dans plusieurs parties du territoire national, le radon, accumulé dans certains logements ou autres locaux, peut constituer une source significative d’exposition de la population aux rayonnements ionisants. Selon la classification de 2018, la commune de Voulmentin est classée en zone 3, à savoir zone à potentiel radon significatif.

## Toponymie
Le nom de la commune est constitué d'une parie de chacun des noms des communes fusionnées : Voul(tegon) et (Saint-Clé)mentin.

## Histoire
L'arrêté préfectoral du 14 septembre 2012 crée officiellement la commune nouvelle de Voulmentin qui prend effet le 1er janvier 2013.

## Politique et administration

### Composition
La commune nouvelle est formée par la réunion de 2 anciennes communes : 
| Nom                     | Code Insee | Intercommunalité         | Superficie (km2) | Population (dernière pop. légale) | Densité (hab./km2) |
| ----------------------- | ---------- | ------------------------ | ---------------- | --------------------------------- | ------------------ |
| Saint-Clémentin (siège) | 79242      | CA du Bocage bressuirais | 13,82            | 516 (2010)                        | 37                 |
| Voultegon               | 79356      | CC de l'Argentonnais     | 17,41            | 558 (2010)                        | 32                 |

### Administration municipale
Pendant la période de transition jusqu'aux élections municipales de mars 2014 et conformément à l'arrêté de création de la commune nouvelle, le Conseil municipal est formé de 26 élus, les 15 de Saint-Clémentin et les 11 de Voultegon.

### Liste des maires
| Période                                  | Période                     | Identité             | Étiquette | Qualité |
| ---------------------------------------- | --------------------------- | -------------------- | --------- | ------- |
| Les données manquantes sont à compléter. |                             |                      |           |         |
| 3 janvier 2013                           | En cours (au 30 avril 2014) | Martine Chargé-Baron |           |         |

## Population et société

### Démographie
L'évolution du nombre d'habitants est connue à travers les recensements de la population effectués dans la commune depuis sa création.

En 2022, la commune comptait 1 131 habitants, en évolution de +1,53 % par rapport à 2016 (Deux-Sèvres : +0,18 %, France hors Mayotte : +2,11 %).
| 2011  | 2016  | 2021  | 2022  |
| ----- | ----- | ----- | ----- |
| 1 083 | 1 114 | 1 124 | 1 131 |

## Économie
- exploitations agricoles.

## Culture locale et patrimoine

### Lieux et monuments
Il convient de se reporter aux articles consacrés aux anciennes communes fusionnées.
- Église Saint-Clémentin de Saint-Clémentin. Le Clocher-porche de l'église paroissiale et sa flèche métallique, le portail de l'ancien prieuré ont été inscrit au titre des monuments historique en 1989[23].
- Église Saint-Pierre-et-Saint-Paul de Voultegon.